# Johan Ernst Nilson
Johan Ernst Nilson, född 4 augusti 1969 i Stockholm, är en svensk upptäcktsresande och äventyrsfotograf. 
Johan Ernst Nilson är sonson till Tore Nilson och sonsonson till Ernst Nilson. Han är ambassadör för den svenska organisationen Min Stora Dag, ordförande för svenska grenen av Everest Summiteers Association och invald i The Explorers Club.
År 2009 mottog han S:t Eriksmedaljen med motiveringen att han "har dokumenterat världen med sina naturskildringar och fotografier, tagit upp miljöfrågan i dagens samhälle och är en bra ambassadör för Stockholm”
Han har genomfört över 28 stora expeditioner i över 100 länder och har kontinuerligt engagerat sig i miljöfrågor. Hans miljöarbete startade 1997 under Polarforskningssekretariatets stora Antarktisexpedition för att studera människans inverkan på naturen. Han filmade då för Vetenskapens värld och Sveriges Televisions Rapport. År 1998 filmade han för Discovery Channel under en forskningsresa genom den svåra Nordvästpassagen och blev sedan producent på Nordisk Film i Sverige. 
Han har gett ut fotoboken Seven Summits med egna bilder, "en fotografisk reflektion över de högsta bergstopparna på världens sju kontinenter".

## Kritik
Johan Ernst Nilson anklagades 2012 för fusk i samband med sin expedition Pole 2 Pole, för att han skulle färdats en del sträckor i flygplan utan att nämna det på sin blogg, samt för att flera bilder på expeditionens blogg och Nilsons Facebook-sida hade tagits av andra fotografer. Nilson genmälde att de ändrade resplanerna berott på klimatförändringar och de felaktiga bilderna lagts upp på grund av slarv av hans medarbetare.